# Eparchie glazovská
Eparchie Glazov je eparchie ruské pravoslavné církve nacházející se v Rusku.

## Území a titul biskupa
Zahrnuje správní hranice území Balezinského, Glazovského, Děbjosského, Igrinského, Kezského, Krasnogorského, Seltinského, Sjumsinského, Šarkanského, Jukamenského a Jarského rajónu republiky Udmurtsko.
Eparchiálnímu biskupovi náleží titul biskup glazovský a igrinský.

## Historie
Dne 4. března 1889 byl dekretem cara Alexandra III. Alexandroviče a Svatého synodu vytvořen glazovský vikariát vjatské eparchie. Ve zprávě synodu byla potřeba zřízení glazovského vikariátu zdůvodněna rozlehlostí vjatské eparchie a také velkým počtem muslimů, pohanů a schizmatiků žijících v této eparchii.
Dne 14. května 1935 byl biskup Avraamij (Děrnov) jmenován biskupem samostatné glazovské eparchie. Eparchie byla v souladu se zásadou korelace diecézního členění s územně-správním, implantovaným světskými úřady, součástí Kirovského církevního obvodu. Dne 5. února 1937 podle zprávy arcibiskupa Kipriana (Komarovského) byla eparchie výnosem metropolity Sergia (Stragorodského) a prozatímního Svatého synodu vyňata z jurisdikce kirovského biskupa. Spolu s ní byla vyňata i eparchie iževská.
Dne 10. května 1937 byl biskup Avraamij zatčen a nikdy se nevrátil na svobodu, v roce 1939 zemřel. Koncem roku 1943 se území eparchie stalo součástí iževské eparchie.
Dne 26. prosince 2013 byla eparchie Svatým synodem obnovena. Stala se součástí nově vzniklé udmurtské metropole.

## Seznam biskupů

### Glazovský vikariát vjatské eparchie
- 1889–1893 Nikon (Bogojavlenskij)
- 1893–1894 Simeon (Pokrovskij)
- 1894–1904 Varsonofij (Kurganov)
- 1904–1904 Filaret (Nikolskij)
- 1905–1918 Pavel (Pospelov)
- 1921–1924 Viktor (Ostrovidov), svatořečený mučedník
- 1924–1925 Simeon (Michajlov)
- 1926–1926 Viktor (Ostrovidov), podruhé
- 1926–1927 Simeon (Michajlov), podruhé
- 1929–1935 Avraamij (Děrnov)

### Glazovská eparchie
- 1935–1939 Avraamij (Děrnov)
- 2013–2014 Nikolaj (Škrumko), dočasný administrátor
- 2014–2014 Viktorin (Kostěnkov), dočasný administrátor
- od 2014 Viktor (Sergejev)